# Rusocice (województwo małopolskie)

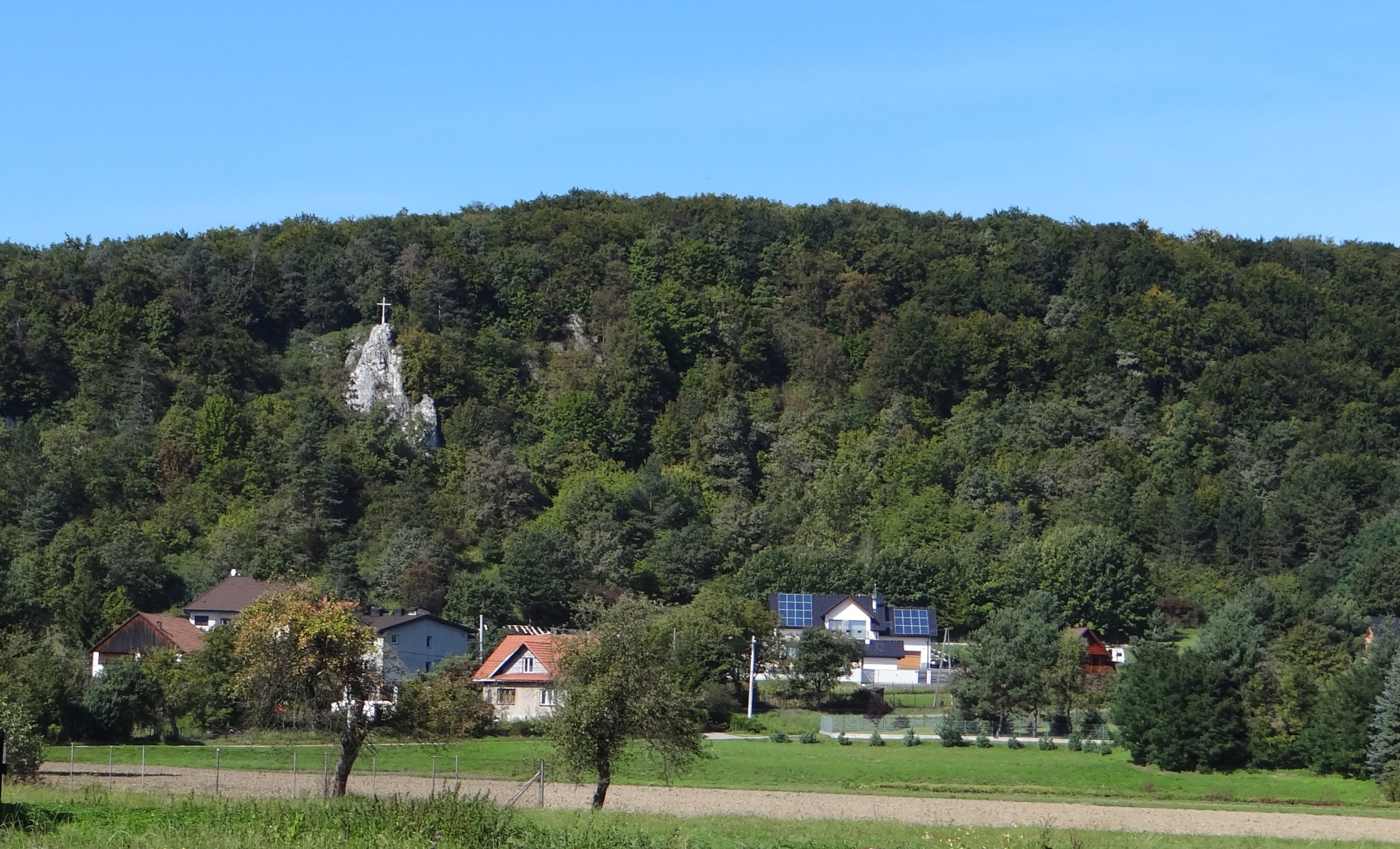
Rusocice i skała Czubatka (Dry Igły)

Rusocice – wieś w Polsce położona w województwie małopolskim, w powiecie krakowskim, w gminie Czernichów.
W I Rzeczypospolitej wieś znajdowała się w województwie krakowskim. W 1662 r. wraz z folwarkiem wieś wchodziła w skład majętności spytkowickiej Łukasza Opalińskiego. W latach 1975–1998 miejscowość administracyjnie należała do województwa krakowskiego. W roku 2021 we wsi mieszkało 1225 mieszkańców, z czego 50,9% stanowiły kobiety, a 49,1% mężczyźni.
| SIMC    | Nazwa       | Rodzaj     |
| ------- | ----------- | ---------- |
| 0316128 | Bór         | część wsi  |
| 0316134 | Dół         | część wsi  |
| 0316140 | Góra        | część wsi  |
| 0316157 | Loteryjka   | część wsi  |
| 0316163 | Podskale    | część wsi  |
| 0316170 | Podświerkle | część wsi  |
| 0316186 | Wyspa       | część wsi  |
| 0316200 | Zalas       | przysiółek |
| 0316192 | Załęg       | część wsi  |

## Położenie
Rusocice położone są na granicy dwóch mezoregionów: na Garbie Tenczyńskim i w Dolinie Górnej Wisły. Po północnej stronie wsi wznosi się rozległe i porośnięte lasem wzniesienie Sokola, a na jego południowym stoku, powyżej zabudowań osiedla Podskale nad koronami drzew wznoszą się dwie wapienne skały: Czubatka z krzyżem i Mlecz, zwany także Wapiennikiem.
Rusocice znane są z ornitologicznej ścieżki dydaktycznej w rozlewiskach Wisły.

## Historia
Miejscowość doskonale nadawała się na osadę prehistoryczną – z uwagi na ogromnie połacie gęstych lasów, skał i rzeki Wisły.
Nazwa wsi Rusocice pozwala przypuszczać, że jej założycielem, albo pierwszym osadnikiem był człowiek pochodzenia francuskiego. Ponieważ po raz pierwszy spotykamy się z taką nazwą u Jana Długosza, można przypuszczać, że jest to dawna osada utworzona z jeńców francuskich wziętych do niewoli polskiej w czasie wielkiej wojny z Zakonem Krzyżackim, łączącej się w latach 1409–1411. O „francuskim pochodzeniu” wsi może świadczyć zapisek w dokumencie z dnia 16 kwietnia 1414, w której że „Mikołaj de Rusocice” stwierdza, iż odstąpił część rzeki Wisły Piotrowi z Kamienia, właścicielowi sąsiedniej osady. Położenie wsi dokładnie określił Filip Sulimierski w „Słowniku Geograficznym Królestwa Polskiego i innych krajów słowiańskich” wydanym w 1881, oparł się na opisie pochodzącym z XV wieku. „Rusocice – to wieś leżąca niedaleko Krakowa, na lewym brzegu Wisły w miejscu, gdzie tworzy ona silne wygięcie ku północy”. W 1581 we wsi było osiem zagród kmiecych, jeden rybak, jeden rzemieślnik i dwaj koniarze. Pańszczyźniana wieś podkrakowska przechodziła takie same koleje losu jak cała ziemia krakowska. Początkowo była własnością klasztoru zwierzynieckiego, zanim przeszła pod zarząd gminy. W XVIII wieku z całą ziemią krakowską dostały się Rusocice pod panowanie Austrii.
Koło Rusocic nad Wisłą, był niegdyś folwark stanowiący własność Potockich z Krzeszowic. Ponieważ jego administracja była zbyt kosztowna Andrzej Potocki wydzierżawił grunt i łąki okolicznym chłopom. Do 1886 gospodarze, którzy młode lata spędzili na służbie i umieli czytać i pisać, zbierali w porze zimowej dzieci wiejskie i uczyli je tej trudnej sztuki. Zamożniejsi gospodarze – a było ich niewielu, posyłali swych synów do szkoły w Czernichowie. Dopiero 2 grudnia 1885 Rada Szkolna Krajowa zorganizowała w Rusocicach pierwszą oficjalną szkołę. Nauka rozpoczęła się 1 września 1886 roku. Pierwszym nauczycielem był Jan Kański, do szkoły uczęszczało 100 dzieci. Szkoła w Rusocicach była filią szkoły w Czernichowie. W 1915 obce wojska, a potem wylew Wisły zniszczyły plony, co wzmogło drożyznę i pogorszyło warunki życia. W 1918 we wsi było zaledwie kilka domów było murowanych. Reszta to były domy drewniane, kryte słomą. Wśród nich były chaty kurne. Resztki jednej z nich zachowały się do dziś.
Rusocice stanowiły osobną gminę, która w 1935 została przemianowana na gromadę Rusocice i przyłączona do Gminy Czernichów. Drogą wyboru powołano 20 radnych gromadzkich i sołtysa. W latach 1939–1945 wieś przeżyła ciężko lata okupacji. Trudne warunki życia pogarszało ogromne bezrobocie. W okolicznych lasach działały zbójeckie bandy okradające wieś podszywając się pod partyzantów. Nie ma więc się co dziwić postawie niektórych mieszkańców, którzy dla zwalczenia tych zbrojnych band (w opracowaniach zwykle błędnie nazywanych partyzantami) współpracowali z oddziałami niemieckimi przy ich zwalczaniu. 4 sierpnia 1943 oddział niemiecki przeprowadził pacyfikację wsi. Cała ludność została spędzona na pastwisko gromadzkie mieszczące się na tzw. Łęgu i tam hitlerowcy sprawdzali dokumenty wszystkich mieszkańców wsi. W tym czasie żołnierze niemieccy przeprowadzali rewizje w domach, szukając ukrytej broni. Czternastu ludzi przesłuchiwano w jednym z zabudowań. Powieszono ich za ręce związane do tyłu i bito. Zostali oni następnie wywiezieni do obozu karnego w Krakowie – Płaszowie. Jednakże po kilkunastu miesiącach wszyscy zostali zwolnieni i powrócili do wsi.
Po 1945 oblicze wsi zmieniło się całkowicie. Obecnie rzeka Wisła płynie nowym korytem, a w jej dawnym korycie znajduje się tzw. Wiślisko. 10 czerwca 2001 roku loty samolotu Wilgą były atrakcją festynu sportowo-rekreacyjnego z okazji „Dni Gminy Czernichów”. Podczas ostatniego lotu (ok. godz.18), samolot przy starcie zahaczył kołami o bramę wjazdową i ogrodzenie posesji (w pobliżu boiska LKS „Nadwiślan”), a następnie spadł na ziemię kołami do góry. Na miejscu zginął 29-letni pilot, podróżujący na miejscu pasażera, ranni zostali dwaj inni w tym dyrektor Aeroklubu Krakowskiego. Zdaniem sądu, pilotujący samolot „naruszył zasady bezpieczeństwa przeprowadzając start w odległości 250 metrów od przeszkody, zamiast wymaganych 430 metrów, i nie podniósł klap w startującym samolocie, przez co maszyna zahaczyła o ogrodzenie na końcu pasa startowego”.
We wsi znajduje się murowana kapliczka z sygnaturką, zbudowana w pierwszej połowie XIX w.